# Fermagaat
Fermagaat (INN) is een anorganische ijzer- en magnesiumbevattende fosfaatbinder, waarmee chronische hyperfosfatemie in hemodialysepatiënten kan behandeld worden. Het is een product van het Britse INEOS Healthcare Ltd.
Het is een ijzer-magnesiumhydroxycarbonaat met de chemische formule [Mg4Fe2(OH)12]2+.CO32−.4H2O.
De stof heeft een onoplosbare hydrotalcietstructuur: ze bestaat uit kationische lagen met tweewaardige magnesium- en driewaardige ijzer(III)-ionen en daartussen anionische lagen met de carbonaationen en de watermoleculen. De carbonaationen worden uitgewisseld tegen fosfaationen. Fermagaat wordt oraal ingenomen bij een maaltijd en het bindt fosfaat uit het voedsel, zodat er minder fosfaat door het lichaam kan worden geabsorbeerd en in het bloedplasma terecht kan komen.
Fermagaat heeft bij in vitroproeven een hoge affiniteit voor fosfaat aangetoond over een breed pH-bereik; hoger dan andere fosfaatbinders zoals sevelamerhydroxide, lanthaan(III)carbonaat of aluminiumhydroxide. Bij klinische proeven van fase II bleek de stof een goede werking en aanvaardbare tolerantie te hebben. Fase III-studies zijn gestart in 2009 en zouden in juli tot september 2011 beëindigd worden, maar zijn vroegtijdig stopgezet in 2010.